# 주차

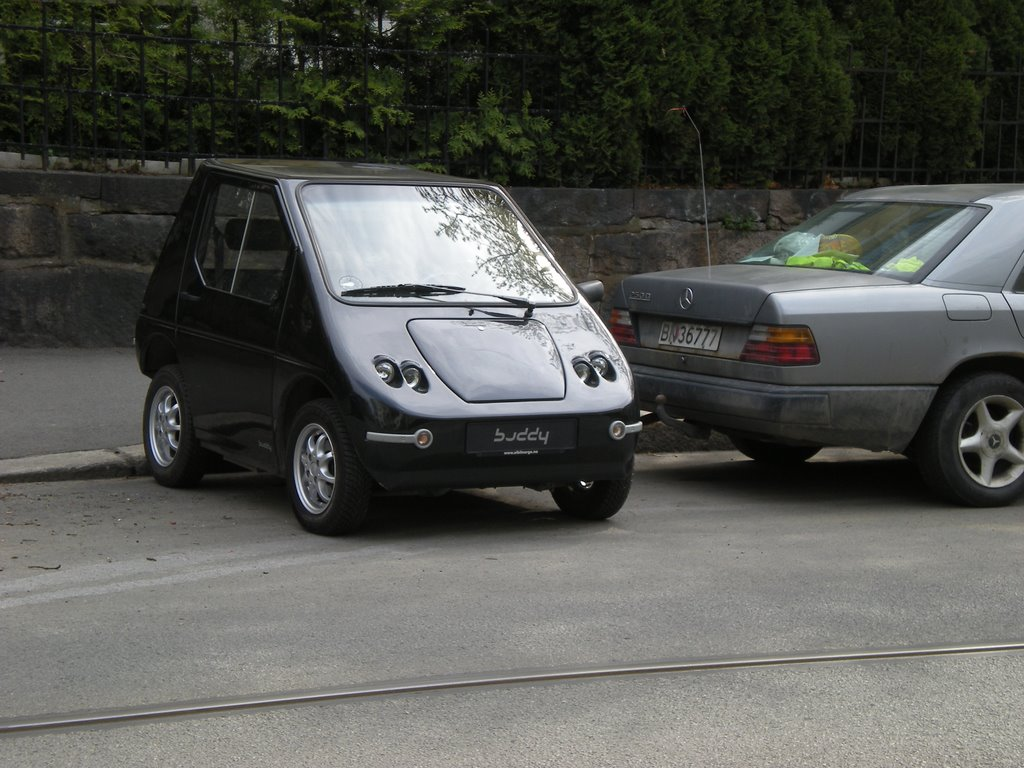
주차된 차

주차(駐車)는 사람이 승용차, 트럭 등을 세우는 행위이다. 영어로 파킹(parking)이라고 한다. 주차는 차량을 정지하고 연결을 해제하여 비어 있는 상태로 두는 행위이다. 도로의 한쪽 또는 양쪽에 주차하는 것이 허용되는 경우가 많지만 제한이 있는 경우도 있다. 일부 건물에는 건물 사용자를 위한 주차 시설이 마련되어 있다. 여러 국가들과 지방 정부들은 주차장의 설계와 이용을 위한 저마다의 규칙이 있다.
자동차를 이용한 여행에는 주차가 필수이다. 자동차는 일반적으로 95%의 시간 동안 정지해 있다. 주차 공간의 가용성과 가격은 자동차 의존성을 지원하고 보조금을 지급한다. 특히 북미에서는 주차 공간이 많은 도시 토지를 사용한다. 많은 북미 도심에서는 절반 정도가 차지한다.

## 주차시설
주차시설은 공영주차장과 전용주차장으로 구분된다.
- 공영주차장은 지자체에서 관리하며, 일반인 누구나 자가 운전 및 주차가 가능하다.
- 전용 주차장은 민간 기업 소유이다. 이는 일반인이 사용할 수도 있고 고객, 직원 또는 거주자로 제한될 수도 있다.

이러한 시설은 거리에 있는 노상 주차일 수도 있고, 주차장이나 주차장에 있는 노외 주차일 수도 있다.

## 경제학
주차는 현대 시장경제에서 가장 중요한 중간재 중 하나이다. 초기 경제 분석에서는 주차를 여행 종료 비용으로만 처리했다. 그러나 이후의 연구에서는 모든 도시 지역에서 주차가 토지의 주요 용도라는 사실을 인식했다. 국제 주차 연구소(International Parking Institute)에 따르면 주차는 250억 달러 규모의 산업이며 교통, 건물 디자인, 삶의 질 및 환경 문제에서 중추적인 역할을 한다. 미국에서만 연간 주차 수익이 100억 달러에 이른다.
도시 지역에서는 주차장이 도로변 주차 공간과 서로 경쟁한다. 운전자는 자신이 주차한 곳에서 멀리 걸어가는 것을 원하지 않으며, 이는 주차장에 지역 독점권을 부여한다.
도시 주차 공간은 토지 가격이 높은 곳에서 높은 가치를 가질 수 있다. 보스턴의 주차 공간 가격은 항상 높았다. 지난 8월만 해도 요구 가격은 웨스트 엔드의 경우 미화 39,000달러 미만이었고 사우스 엔드의 경우 거의 250,000달러였다. 파코피디아(Parkopedia)의 2019 글로벌 주차 지수(Global Parking Index)에 따르면, 전 세계 상위 25개 도시의 2시간 주차 요금(USD$)은 다음과 같다.
| 국가     | 도시         | 가격   |
| 미국     | 뉴욕         | $34.94 |
| 호주     | 시드니       | $27.37 |
| 호주     | 브리즈번     | $20.55 |
| 미국     | 시카고       | $20.08 |
| 호주     | 멜버른       | $19.87 |
| 미국     | 보스턴       | $18.36 |
| 영국     | 런던         | $16.92 |
| 미국     | 워싱턴 DC    | $15.56 |
| 미국     | 필라델피아   | $14.77 |
| 일본     | 도쿄         | $12.09 |
| 미국     | 덴버         | $11.87 |
| 네덜란드 | 암스테르담   | $11.11 |
| 미국     | 마이애미     | $11.10 |
| 미국     | 샌프란시스코 | $10.99 |
| 미국     | 샌디에고     | $10.80 |
| 미국     | 볼티모어     | $10.45 |
| 프랑스   | 파리         | $10.10 |
| 미국     | 뉴어크       | $10.10 |
| 뉴질랜드 | 오클랜드     | $9.77  |
| 캐나다   | 캘거리       | $9.69  |
| 캐나다   | 몬트리올     | $9.66  |
| 미국     | 로스앤젤레스 | $9.56  |
| 캐나다   | 토론토       | $9.51  |
| 미국     | 시애틀       | $9.34  |
| 노르웨이 | 오슬로       | $9.25  |

## 지리
토지 이용으로서의 주차장 관리는 도시 계획의 한 측면이다.
시립 주차 규정은 공공 토지 주차에 대한 통제를 도입했으며, 종종 주차 미터기를 통해 자금을 조달한다. 그러나 자동차 이용이 증가하면서 노상 주차 공간의 공급이 수요를 충족시키기에 부족해졌다. 도심 상인들은 새로운 형태의 자동차 중심 상업 개발에 맞서 경쟁을 촉진하기 위해 지방자치단체에 도심 주차 보조금을 지급할 것을 촉구했다.
주차를 위해서는 토지가 많이 사용된다. 미국의 전체 주차 면적은 최소한 매사추세츠주 크기와 같다.
노외 주차는 토지 소유자가 공터에서 주차 목적으로 일시적으로 사용할 수 있다.

## 주차 제한
2005년 겨울 보스턴에서 일부 사람들이 편리한 도로를 스스로 확보하는 관행이 논란을 불러일으켰다. 당시 보스턴의 많은 지역에서는 사람이 도로 공간에서 눈을 치우면 마커를 사용하여 해당 공간의 소유권을 주장할 수 있다는 비공식적인 관례가 있었다. 그러나 시 정부는 이러한 관습을 무시하고 공간의 표시를 제거했다.

## 블록형 거주자우선주차제
블록(bloc)형 거주자우선주차제는 1가구당 1칸씩의 주차구획선을 유료로 독점 이용하던 기존의 방식과는 달리, 블록 단위별로 지역주민에게 우선사용권을 부여하되 외부차량에 대해서는 일반주차요금을 받는 방식이다. 1997년 하반기부터 서울시가 시범 실시한 이 계획은 특정지역 안의 주차기획선을 유료화한 뒤 지역주민에게는 한달 4만원의 거주자 우선주차제 요금을 적용하고, 외부 유입차량에 대해서는 10만원 이상인 노상주차장 요금을 부과하는 방식으로 운영된다.

## 같이 보기
- 주차장
- 자동 주차
- 장애인 전용 주차구역
- 주차장 건물
- 남성전용 주차공간
- 서라운드 뷰 모니터
- 파크 앤드 라이드
- 주차공간
- 주차 위반
- 제설
- 대리주차
- 여성전용 주차공간
- 무인 주차 로봇